# Damien d'Alexandrie
Damien le Syrien est le trente-cinquième patriarche d'Alexandrie selon le décompte de l'Église copte. Selon la chronologie de Venance Grumel, il siège de 578 au 12 juin 607.

## Carrière
Dans l'Histoire des patriarches de l'Église d'Alexandrie, il est indiqué qu'après la mort de Théodose d'Alexandrie (en résidence surveillée à Constantinople) en 566 ou 567, le diacre Pierre fut élu (comme patriarche Pierre IV) et resta en fonction deux ans, avant d'être remplacé par son secrétaire Damien. Ce récit a amené à fixer traditionnellement l'avènement de Damien en 569, mais il ne tient pas compte de la succession chaotique de l'époque : l'archimandrite syrien Théodore, que le patriarche jacobite d'Antioche Paul le Noir tenta d'imposer quelque temps après la mort de Théodose, n'apparaît pas. En fait, Pierre IV fut élu vers 576 (contre Théodore), et Damien en 578.
Celui-ci était d'origine syrienne, et son frère fut gouverneur d'Édesse. Il vint en Égypte se faire moine dans le Ouadi Natroun et y resta seize ans. Il fut ordonné diacre dans le monastère Saint-Jean-le-Nain. Ensuite il fit partie du Monastère des Pères, dans le village monastique de l'Énaton, où résidaient alors les patriarches monophysites, interdits de séjour dans la ville d'Alexandrie. Il fut donc choisi comme secrétaire par Pierre IV et lui succéda.
Pierre IV avait excommunié non seulement Théodore, mais Paul le Noir, qui vers 577 quitta définitivement la Syrie pour s'installer à Constantinople (où il mourut vers 581). Damien adressa sa lettre synodique à Jacques Baradée, l'organisateur de l'Église syrienne monophysite, évêque d'Édesse pour cette Église, mais celui-ci mourut le 30 juillet 578, dans un monastère situé sur la frontière égyptienne alors qu'il se rendait à Alexandrie. Le nouveau patriarche décida alors de se rendre à Antioche pour organiser l'élection d'un primat syrien uni à l'Église monophysite d'Égypte. Même s'il ne put rallier tous les évêques syriens se réclamant du monophysisme, certains soutenant Paul le Noir, il réunit assez d'appuis pour convoquer un synode et organiser le sacre d'un patriarche. Mais avant que celui-ci puisse avoir lieu, le patriarche melkite Grégoire Ier en fut averti et fit encercler l'église où il se trouvait. Damien et ses collègues évêques durent s'enfuir par les égouts. Il se rendit alors à Constantinople, où il consacra plusieurs évêques et rencontra l'émir des Ghassanides al-Mundhir, qui après son départ organisa dans la capitale un synode pour réconcilier la faction de Paul le Noir et celle de Jacques Baradée (février 580). Malgré cette négociation, Damien, de retour à Alexandrie, consacra lui-même comme patriarche d'Antioche, alors que Paul le Noir était toujours en vie, Pierre de Callinicum (581).
Les deux prélats entrèrent pourtant rapidement en conflit : Damien composa un traité pour condamner le « trithéisme » (la doctrine professée à partir de 557 par le prêtre syrien Jean Asqunagès et qui avait été adoptée par une partie des monophysites) ; Pierre ne fut pas satisfait de son argumentation, où il vit une résurgence du « sabellianisme ». La doctrine « damianite », comme elle fut qualifiée par ses adversaires, insistait sur l'unité de la nature divine, disant que « le Père est un, le Fils un autre, et le Saint-Esprit un autre, mais aucun n'est Dieu par lui seul : ils possèdent la nature divine en commun, et chacun est Dieu en tant qu'il y participe ». Certains critiques accusèrent Damien de « tétrathéisme », car selon eux il ajoutait aux trois personnes la nature divine indivise. Toujours est-il que cette querelle provoqua entre les Églises monophysites de Syrie et d'Égypte un schisme qui dura plus de trente ans, jusqu'après la mort de Damien.
Damien eut également fort à faire pour réaliser l'unité des monophysites en Égypte même, où ils étaient très divisés. Il dut combattre notamment l'aphthartodocétisme (le courant « julianiste » opposé au courant « sévérien » qu'il représentait), la doctrine des « agnoètes » (disciples du diacre Thémistios d'Alexandrie, condamnés aussi à la même époque par le pape Grégoire le Grand), les « acéphales » (qui à son époque constituèrent une hiérarchie parallèle dirigée par un évêque nommé Barsanuphi), sans compter, bien sûr, les partisans du concile de Chalcédoine. Une hérésie importante contre laquelle il eut à lutter est celle de Mélétios d'Assiout : les « mélétiens » buvaient plusieurs fois dans le calice avant de venir à l'église. D'autre part, Damien s'en prit à un certain Étienne (Stéphanos), « sophiste » (c'est-à-dire professeur) à Alexandrie, accusé d'hérésie, et en qui certains voient le fameux Étienne d'Alexandrie.
Après sa mort, son secrétaire Jean, également Syrien et ancien moine du monastère de Kennesrin, défendit son héritage et s'opposa notamment à la réconciliation avec l'Église syrienne jacobite, conclue en 616 entre les patriarches Anastase d'Alexandrie et Athanase Ier d'Antioche. Jean fonda alors une Église dissidente appelée Église « damianite ».
« Saint Damien » pour l'Église copte, ce patriarche est fêté le 25 juin.

## Écrits
- Clavis Patrum Græcorum 7240-7245